# Weißig am Raschütz
Weißig am Raschütz, Weißig a. Raschütz – dzielnica gminy Lampertswalde w Niemczech, w kraju związkowym Saksonia, w okręgu administracyjnym Drezno, w powiecie Miśnia. Do 31 grudnia 2011 była to samodzielna gmina wchodząca w skład wspólnoty administracyjnej Schönfeld.